# Kaman HH-43
Der Kaman HH-43 Huskie ist ein Kurzstrecken-Hubschrauber des US-amerikanischen Herstellers Kaman Aircraft Corporation, der vor allem für Unfall-Rettungseinsätze und zur Brandbekämpfung eingesetzt wurde.

## Geschichte

### Vorläufer
Der erste von Kaman gebaute Hubschrauber (K-125) hatte seinen Erstflug im Januar 1947 und verwendete bereits das in den Huskie-Varianten eingesetzte Flettner-Doppelrotor-Prinzip. Die K-125 bildete für Kaman die Grundlage für alle weiteren Konstruktionen in den 1950er und 1960er Jahren. Kaman kannte das Flettner-Doppelrotor-Antriebssystem wahrscheinlich durch Kontakt mit Richard Prewitt, der sich im Auftrag der amerikanischen Regierung bereits vor dem Zweiten Weltkrieg in Deutschland über den Stand der Entwicklungen im Hubschrauberbau informierte. Zwar trafen sich Kaman und Anton Flettner nach 1947 in den USA gelegentlich, eine technische Zusammenarbeit hat es jedoch nie gegeben. Flettner gründete 1949 zusammen mit Charles E. Rosendahl sein eigenes Unternehmen, in dem er sich vornehmlich mit Wandelflugzeugkonzepten befasste.

### Anfänge als Schulungshubschrauber HTK-1
Das US Marine Corps schrieb 1949 einen Beobachtungshubschrauber (HO-Missionskennung) aus, der auch als Rettungs- und Transporthubschrauber dienen sollte. Der Vorschlag von Kaman verlor zwar gegen Sikorskys S-52 (US Marine Corps Bezeichnung HO5S-1), trotzdem bestellte die US Navy vier HOK-1 als „Rückversicherung“ für den Fall eines Scheiterns des S-52. Das sich in wirtschaftlichen Schwierigkeiten befindliche Kaman-Werk brauchte jedoch zum Überleben einen Zwischenauftrag bis zum Auslieferung dieses neuen Musters und erhielt deshalb von der Navy im September 1950 auch einen Auftrag für das Model K-240 (US-Navy-Bezeichnung HTK-1, Werksbezeichnung K-240), das weitgehend einen mit einer Rumpfverkleidung versehenen Kaman K-225 darstellte.
Der erste HTK-1 wurde im April 1951 und weitere 29 Maschinen zwischen November 1951 und Oktober 1953 fertiggestellt und abgeliefert. Die Einführung bei Staffeln des Training Commands der US Navy begann jedoch erst im Januar 1953 mit der Einführung beim Utility Squadron HU-2 auf der NAS Lakehurst. Die am 1. April 1948 aufgestellten HU-1 und HU-2 waren die beiden ersten Hubschrauberstaffeln der US-Navy. Neben dem Schulungseinsatz wurden der HTK auch für allgemeine Transportaufgaben verwendet. Nach einem tödlichen Unfall 1954 sah man durchgreifend aerodynamische Verbesserungen als unbedingt notwendig an. Danach galt das Muster als so einfach zu fliegen, dass er als nur eingeschränkt brauchbare Schulungsmaschine für die sehr viel komplexeren „konventionellen“ mit Heckrotoren versehenen Einsatzmaschinen angesehen wurde.
Vor seiner Verwendung zu Schulungszwecken in Pensacola (Florida), setzte man den dreisitzigen HTK für vielfältige andere Aufgaben ein. Hierzu gehörten Einsätze auf den Philippinen und in Okinawa, wo sie bei der Entwicklung von tropengeeigneten Verbundbeschichtungen der hölzernen Rotorblätter eine wichtige Rolle spielten. Die Navy setzte die Maschine auch in der Arktis ein. HU-2 stellte seine letzten Exemplare im November 1955 außer Dienst, die Schulmaschinen waren jedoch noch bis 1957 im Einsatz.
Die US Army evaluierte 1956 eine HTK-1 (USAF-Seriennr. 50-1271) unter der Bezeichnung H-22 im Rahmen eines breit angelegten Versuchsprogramms mit verschiedenen Drehflüglern. Die Tests wurden jedoch schon nach so kurzer Zeit wieder beendet, dass noch nicht einmal ein Foto der Maschine bekannt geworden ist.
Eine Entwicklungsvariante der HTK wurde mit zwei Boeing 502-2 Wellenturbinen ausgerüstet und war damit im März 1954 weltweit der erste zweiturbinige Hubschrauber (mit einem Antrieb aus zwei Gasturbinen). 1957 war ein HTK (Yellow Peril, BuNo 129344) der erste ferngesteuerte und innerhalb eines gemeinsamen Army/Navy-Programms erprobte Kaman-Hubschrauber und der Ausgangspunkt einer langen Reihe von weiteren von Kaman hergestellten Drohnen-Hubschrauber.

### HOK und HUK für Navy und Marine Corps
Im Jahr 1953 zog Kaman in das neue, von der US Navy errichtete und Kaman zur Verfügung gestellte Werk in Bloomfield (Connecticut), um dort den HOK (Werksbezeichnung K-600) für das US Marine Corps und den HUK für die US Navy zu bauen. Der HOK-1 hatte seinen Erstflug am 21. April 1953. Die Einführung bei der Flotte verzögerte sich infolge zweier tödlicher Unfälle in den Jahren 1954 und 1955, so dass die erste Einsatzmaschine erst im April 1956 an die Beobachtungsstaffel VMO-1 auf der Marine Air Corps Station New River (North Carolina) geliefert werden konnte. Vom HOK-1 wurden zwischen 1953 und 1957 neben den zwei Prototypen noch 81 Serienmaschinen für das US Marine Corps hergestellt. Die Produktion des HUK-1 für die US Navy belief sich auf 24 Exemplare, die zwischen 1953 und 1958 gebaut wurden.
In geringen Höhen war der HOK-1 mit einer Flugmasse von 3084 kg in der Lage neben dem Piloten, übereinander zwei Tragen und einen medizinischen Betreuer zu transportieren. Die ersten Exemplare setzten noch den aus einem Panzertriebwerk abgeleiteten, von 600 auf 450 PS gedrosselten Continental R-975 Sternmotor, wie er auch in der Piasecki HUP-1 verwendet wurde, ein. Zwar lag die hiermit erreichte Höchstgeschwindigkeit lediglich bei 167 km/h, die Steigleistung von 31 m/min in einer Höhe von fast 6000 m war jedoch deutlich besser als bei anderen zeitgenössischen Helikoptern.
Die Navy-Staffel UH-2 erhielt 1958 ihre ersten HUK-1, während der HOK-1 in Composite Squadrons des USMC auf verschiedenen Schiffen eingesetzt wurde. Die letzten Maschinen waren bis 1965 bei der Einheit VMO-2 noch im Einsatz.

### H-43A – Huskies für die Air Force
1956 schrieb die US Air Force einen Wettbewerb zur Beschaffung eines Helikopters für den Einsatz in der Unfall-Rettung im Nahbereich von Flugplätzen aus. Kaman erhielt einen Vertrag zum Bau von 18 H-43A (Werksbezeichnung K-600) ab 1958. Diese entsprachen im Wesentlichen, einschließlich des eingesetzten Triebwerks, den vorhergehenden HOK- und HUK-Ausführungen. Die Ablieferung der letzten H-43A im Juli 1959 beendete bei Kaman die Produktion von kolbenmotorgetriebenen Hubschraubern. Die H-43A waren auf Basen des Tactical Air Command stationiert, wo sie für kurzfristige Alarmierungen zur Rettung von Besatzungen und der Brandbekämpfung bei Unfällen im Einsatz standen. Die Brandbekämpfung umfasste die Lieferung von Ausrüstung sowie den Schutz von Feuerwehrleuten und Verletzten durch einen Schwebeflug über der Unfallstelle, um das Feuer von ihnen fernzuhalten.

### H-43B und HH-43F – Huskies mit Gasturbine

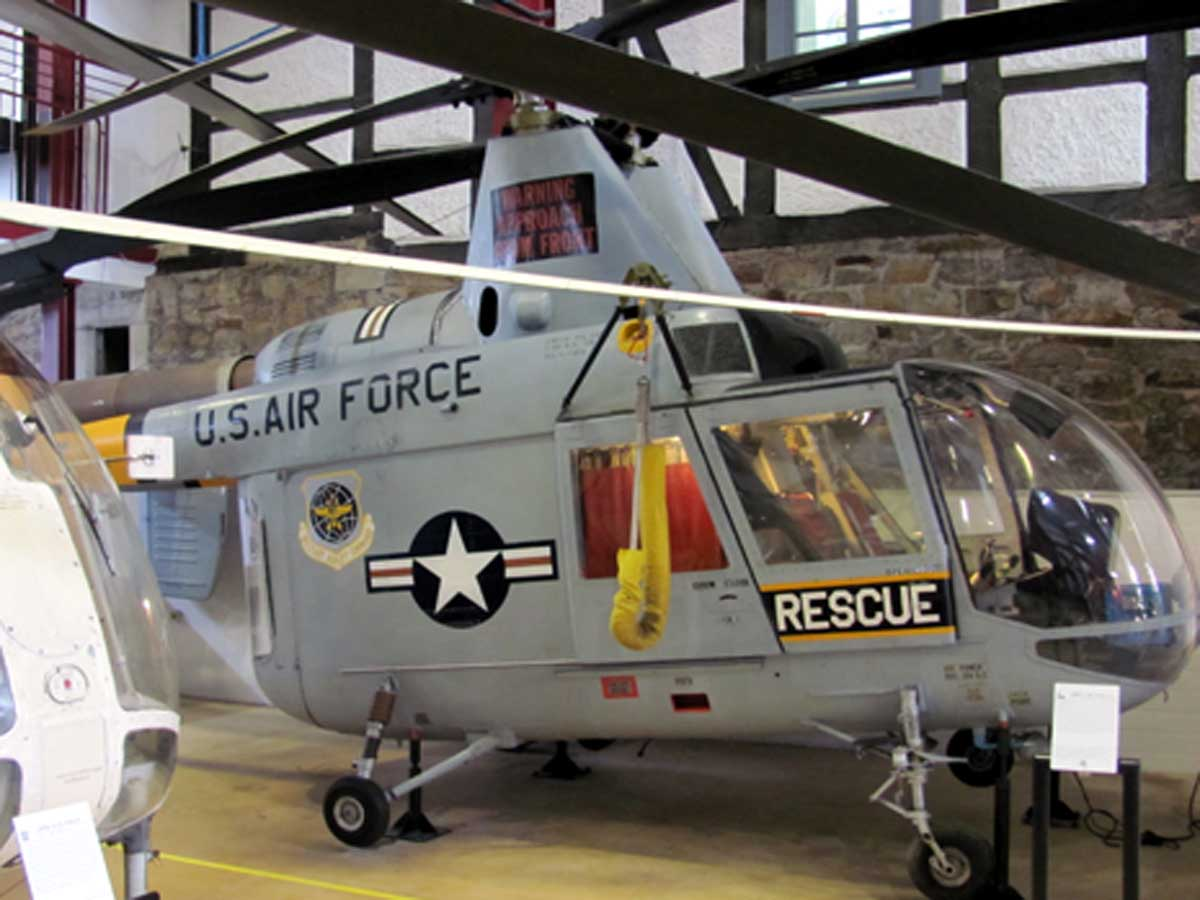
Kaman HH-43F Huskie im Hubschraubermuseum Bückeburg

Als nächste Ausführung folgte der mit einer 860 PS (641 kW) leistenden Lycoming T53-L-1A (später -1B) Wellenturbine ausgestattete und entsprechend umkonstruierte H-43B Huskie II (Werksbezeichnung K-600-3). Zur Erprobung des damals neuartigen Antriebs rüstete Kaman im Vorfeld im September 1956 einen HOK mit einem Lycoming XT-53 aus. Der erste der 175 H-43B flog im März 1959.
Mit der 1962 erfolgten Einführung eines gemeinsamen Bezeichnungssystems für Air Force, Navy und Marine Corps wurden aus der H-43A und H-43B die HH-43A und HH-43B, wobei der zusätzliche Kennbuchstabe „H“ für „Such- und Rettungseinsatz“ steht. Die intensiver werdenden Kampfhandlungen in Südostasien veranlassten die US Air Force zur Beauftragung der mit einer Rumpfpanzerung, einem selbstdichtenden Tank, MG-Haltevorrichtungen und dem leistungsstärkeren T-53-L11A-Triebwerk ausgestatteten Variante HH-43F (Werksbezeichnung K-600-5). Die ersten beiden von insgesamt 37 HH-43F erhielt die Air Force im September 1964. Die Serienproduktion lief bis 1968.
Die HH-43B des Air Rescue Service waren auf den meisten US Air Force Bases weltweit stationiert. Im Juni 1964 verlegten die ersten beiden Maschinen auf den Nakon Phanom-Flugplatz der Royal Thai Air Force, um eine SAR-Abdeckung für die amerikanischen Operationen über Laos sicherzustellen. Die Zunahme der Einsätze führte zu einer weitergehenden Einbindung der Huskies in die Combat-SAR-Aufgaben in Südostasien. Bis zum Eintreffen der ersten Sikorsky CH/HH-3 waren die HH-43B die einzigen für diese Missionen verfügbaren Hubschrauber. Um den eigentlich unzureichenden Einsatzradius (etwa 220 km bei der HH-43F) der Huskie zu erhöhen, wurden eigene Treibstoffdepots auf den im Geheimen angelegten Flugfeldern in Laos eingerichtet. Sechs HH-43B wurden vor Ort auf den Standard der „F“-Variante gebracht. Die Verluste bei den Rettungsmissionen waren hoch, da im Rumpf kein Platz für einen speziellen MG-Abwehrschützen vorhanden war. Erst mit dem Einsatz der luftbetankbaren Sikorsky HH-3 und Sikorsky HH-53 konnten die Einsätze der HH-43 auf den Bereich in unmittelbarer Nähe der Flugplätze beschränkt werden. Auch in dieser Rolle wurden sie schließlich durch die Bell Huey ersetzt. Erstaunlicherweise soll während der gesamten Einsatzzeit der Huskie kein Unfall auf ein Versagen der Maschine selbst zurückzuführen sein.
Als einzelnes Exemplar wurde die QH-43G von der US Navy als eine vom Boden aus ferngesteuerte Variante, von der USS Wright aus eingesetzt, um mittels eines 3000 m langen Antennendrahts eine Kommunikation mit getauchten U-Booten zu ermöglichen. Diese TACAMO-Aufgabe übernahmen jedoch schließlich EC-130-Flugzeuge.

### K-1125 Huskie III
Die letzte Huskie-Entwicklungsversion war die nur einmal gebaute und von Kaman finanzierte K-1125, die zuerst mit zwei Boeing YT-60-BO-10 Wellenturbinen und später mit Pratt & Whitney PT6B ausgerüstet war. Der vergrößerte Rumpf bot Platz für 12 Personen, wobei 85 % der Bauteile mit denen der HH-43B übereinstimmten. Eine Neuentwicklung war das Leitwerk, das nun aus einem einzelnen Ausleger mit konventionellen Leitwerksflächen bestand. Der Erstflug fand im August 1962 statt. Es gingen jedoch weder zivile noch militärische Aufträge für diese Weiterentwicklung ein, so dass die weitere Entwicklung eingestellt wurde.

### Nutzer
Neben der USAF, der US Navy und dem US Marine Corps, setzte auch einige andere Luftstreitkräfte die Maschine ein. So erhielt Thailand 1962 drei HH-43B, Burma setzte 12 Exemplare ein, Kolumbien sechs, Marokko vier und Pakistan sechs. Die Imperial Iranian Air Force setzte 17 HH-43F ein, wobei 1967 in einem Fall statt der vorgesehenen zehn Personen deren 20 transportiert und von einem Berg gerettet wurden.
Einige HH-43B fanden ihren Weg in die kommerzielle Holzindustrie, wo die Maschinen bei Baumfällarbeiten aufgrund ihrer hohen Hebeleistung und der relativ geringen Geräuschentwicklung durch die Flettner-Rotoren, vorteilhaft eingesetzt werden konnten. Bis in die späten 1990er Jahre verwendete Kaman noch zwei dieser Maschinen zur Schulung zukünftiger K-MAX-Besatzungen.

## Konstruktion
Die HH-43 besitzt gegenläufige und ineinanderkämmende Doppelrotoren mit Servo-Klappen zur Steuerung nach dem Flettner-Prinzip. Die Rotorblätter sind an der Nabe nur mit Schwenkgelenken befestigt. Die Servo-Klappen unterdrücken die Änderung des Anstellwinkels (Pitch) und machen damit auch die entsprechenden Lager überflüssig. Die Bewegung der Servoklappen verdreht das Rotorblatt und das natürliche Rückstellvermögen des Blattmaterials sorgt für die zur Steuerung notwendige Auslenkung. Die beiden Rotoren können für Stauzwecke parallel gestellt, aber nicht geklappt werden.
Die HH-43B/F-Varianten weisen gegenüber den ursprünglichen HH-43A eine verdoppelte Kabinenkapazität und Nutzlast auf. Der zusätzliche Raum ergab sich durch die Installation der Gasturbine über der Kabine zwischen den Rotorpylonen, während der ursprüngliche Sternmotor im hinteren Rumpfbereich angeordnet war. Durch die Triebwerksverlagerung war die Verwendung von hinteren Klapptüren möglich.

## Varianten
HTK-1 (ab 1962 TH-43E)erste Ausführung, unterscheidet sich deutlich in Größe und Antrieb von den anderen Huskie-Varianten
HH-43A (bis 1962 H-43A)USAF-Version der HOK-1, 18 Exemplare gebaut
HH-43B (K-600-3, ex H-43B)erste Serienversion, 200 Exemplare
UH-43C (ex HUK-1)
OH-43D (ex HOK-1)
TH-43E (ex HTK-1)
HH-43F (K-600-5)42 an die USAF, zehn davon an die Iranischen Luftstreitkräfte umgeleitet. Viele HH-43B wurden auf den HH-43F-Standard hochgerüstet.
QH-43Geine OH-43D als Drohne für die US Navy umgebaut

## Produktion
Im Rahmen des Mutual Defense Aid Program (MDAP) wurde der Kaman 255 auch an verbündete Länder geliefert.
Abnahme der Kaman 225 durch die USAF, US Army und die US Navy/Marine-Corps/Coast Guard (nur bis 1957):
| Version        | 1950 | 1951 | 1952 | 1953 | 1954 | 1955 | 1956 | 1957 | 1958 | 1959 | 1960 | 1961 | 1962 | 1963 | 1964 | 1965 | 1966 | 1967 | 1968 | SUMME |
| -------------- | ---- | ---- | ---- | ---- | ---- | ---- | ---- | ---- | ---- | ---- | ---- | ---- | ---- | ---- | ---- | ---- | ---- | ---- | ---- | ----- |
| K-225          | 1    |      |      |      |      |      |      |      |      |      |      |      |      |      |      |      |      |      |      | 1     |
| HOK-1 US Navy  |      |      |      | 7    | 10   | 11   | 28   | 25   |      |      |      |      |      |      |      |      |      |      |      | 81    |
| HTK-1 US Navy  |      | 1    | 13   | 15   |      |      |      |      |      |      |      |      |      |      |      |      |      |      |      | 29    |
| H-43A          |      |      |      |      |      |      |      |      | 2    | 16   |      |      |      |      |      |      |      |      |      | 18    |
| H-43B          |      |      |      |      |      |      |      |      |      | 12   | 57   | 42   | 27   | 37   |      |      |      |      |      | 175   |
| H-43B MDAP     |      |      |      |      |      |      |      |      |      |      |      |      | 15   | 3    | 14   |      | 1    |      |      | 33    |
| HH-43F MDAP    |      |      |      |      |      |      |      |      |      |      |      |      |      |      | 3    | 9    | 6    |      | 6    | 24    |
| HH-43F US Army |      |      |      |      |      |      |      |      |      |      |      |      |      |      | 7    | 11   |      |      |      | 18    |
| SUMME          | 1    | 1    | 13   | 22   | 10   | 11   | 28   | 25   | 2    | 28   | 57   | 42   | 42   | 40   | 24   | 20   | 7    | 0    | 6    | 379   |

## Technische Daten
| Kenngröße                         | TH-43E (HTK-1)                           | HH-43F                                                                     |
| --------------------------------- | ---------------------------------------- | -------------------------------------------------------------------------- |
| Besatzung                         | 2–3                                      | 2 oder 1 + medizinischer Betreuer                                          |
| Passagiere                        | –                                        | 10 oder 4 Patienten auf Liegen                                             |
| Rumpflänge                        | 6,28 m                                   | 7,67 m                                                                     |
| Max. Kabinenbreite innen          |                                          | 1,60 m                                                                     |
| Max. Kabinenhöhe innen            |                                          | 1,17 m                                                                     |
| Spannweite des Leitwerks          | 2,44 m                                   | 4,52 m                                                                     |
| Höhe bis zur Nabenspitze          | 3,79 m                                   | 3,84 m                                                                     |
| Rotordurchmesser (jeder)          | 12,20 m                                  | 14,33 m                                                                    |
| Gesamtrotorkreis                  | 13,67 m                                  |                                                                            |
| Max. Nutzlast                     | ? kg                                     | 1800 kg                                                                    |
| Leermasse                         | ? kg                                     | 2095 kg                                                                    |
| max. Startmasse                   | 1135 kg                                  | 4150 kg (normal: 2950 kg)                                                  |
| Reisegeschwindigkeit              | 113 km/h                                 |                                                                            |
| Höchstgeschwindigkeit             | ? km/h                                   | 193 km/h auf Seehöhe                                                       |
| Dienstgipfelhöhe                  | 3050 m                                   | 7010 m                                                                     |
| Schwebehöhe mit Bodeneffekt       |                                          | 6100 m                                                                     |
| Schwebehöhe außerhalb Bodeneffekt |                                          | 4880 m                                                                     |
| Reichweite                        | 312 km                                   | 810 km (in 1500 m Höhe, 3750 kg TOW, keine Außenlasten)                    |
| Triebwerke                        | ein Lycoming O-435 Boxermotor mit 235 PS | eine Lycoming T53-L-11A Wellenturbine mit 1150 WPS, gedrosselt auf 825 WPS |